# Umbonium costatum
Umbonium costatum (лат.) — вид морских брюхоногих моллюсков семейства трохиды.
Длина раковины от 3,5 см, обычно 2,5. Она небольшая, приплюснутая, похожа на раковину Umbonium elegans, но поверхность покрыта тонкими концентрическими бороздками. Пупок меньше и менее вздут, его цвет может варьировать, но в основном темно-зеленовато-серый с жёлтыми полосками и розовыми швами. Цвет пупка от тёмно-коричневого до чёрного, а устье раковины перламутрово-зелёного цвета. Встречаются в западной части Тихого океана у берегов Японии, Китая, Кореи и России (залив Петра Великого). Живут на глубинах от 0 до 20 м на литорали в зоне заплеска. Донные субтропические и тропические моллюски. Они безвредны для человека, их охранный статус не оценивался, объектами промысла не являются.